# Eugène de Savoie-Gênes
Pour les articles homonymes, voir Prince Eugène, Eugène de Savoie-Carignan et Eugène de Savoie-Carignan (comte de Villafranca).
Eugène de Savoie-Gênes (en italien : Eugenio Alfonso Carlo Maria Giuseppe di Savoia-Genova), né à Turin, le 13 mars 1906 et mort à São Paulo, le 8 décembre 1996, est un membre de la maison de Savoie, appartenant à la branche de Savoie-Gênes, et un amiral italien.
Dans l'entre-deux-guerres, il est souvent cité avec le titre de duc d'Ancône. En 1990, à la mort de son frère Philibert, il devient le 5e duc de Gênes.

## Biographie

### Famille
Eugène est le plus jeune fils de Thomas de Savoie-Gênes, deuxième duc de Gênes, et de son épouse Élisabeth de Bavière (1863-1924). Son père est le petit-fils de Charles-Albert de Sardaigne et du roi Jean Ier de Saxe. Sa mère est une petite-fille de Louis Ier de Bavière et arrière-petite-fille de Charles IV d'Espagne et de François Ier des Deux-Siciles.
Le couple avant lui, a cinq enfants : Ferdinand (1884-1963), Philibert (1895-1990), Marie Bonne (1896-1971), Adalbert (1898-1982) et Marie-Adélaïde (1904-1979). Le 31 mars 1906, le roi Victor-Emmanuel III lui confère ad personam le titre de duc d'Ancône.

### Militaire de carrière
Il sert dans la Marine en 1927, il participe à la guerre d'Éthiopie avec le bataillon San Marco, et, après la guerre, est nommé commissaire du gouvernement de la Seraè en Afrique orientale italienne. Eugène a toujours vécu loin des mondanités et de la cour, et mène une vie tout à fait anonyme. En raison d'une malformation de la bouche, il lui était difficile de parler.

### Mariage et descendance
Le 29 octobre 1938, il épouse au château de Nymphembourg, Allemagne, Lucia de Bourbon-Siciles (1908-2001), fille de Ferdinand-Pie de Bourbon-Siciles et de Marie Ludovica de Bavière.
Ils ont une fille, Marie-Isabelle de Savoie-Gênes, née à Rome le 23 juin 1943 et mariée à Lausanne, le 29 avril 1971 à Alberto Frioli. Le mariage est autorisé par Umberto II, qui donne à Guido Aldo Frioli, le père d'Alberto, le titre de comte de Rezzano. Marie-Isabelle et son mari ont quatre enfants : Vittorio-Eugenio (1972), Maria-Cristina (1973-1973), Carlo-Alberto (1974) et Maria-Luce (1978).

### Vie au Brésil
Lors de la chute de la monarchie italienne en 1946, Eugène émigre au Brésil, où il se consacre à l'agriculture. En 1990, à la mort de son frère aîné Philibert, sans héritier, il devient le 5e duc de Gênes.
Il meurt à São Paulo le 8 décembre 1996. Comme il n'avait qu'une fille et que, dans la maison de Savoie, les titres ne sont pas transmissibles en ligne féminine, la branche de Savoie-Gênes s'éteint avec lui. Ses cendres sont ramenées en Italie en 2006 pour reposer dans la crypte royale de la basilique de Superga, sur les collines de Turin.

## Honneurs
Eugène de Savoie-Gênes a reçu les ordres suivants :
- Chevalier de l'ordre suprême de la Très Sainte Annonciade (1927)[2] ;
- Chevalier l'ordre des Saints-Maurice-et-Lazare ;
- Chevalier grand-croix de justice de l'ordre sacré et militaire constantinien de Saint-Georges ;
- Bailli Grand-croix d'honneur et de dévotion de l'ordre souverain de Malte ;
- Chevalier de l'ordre de Saint-Hubert (Bavière) ;
- Grand-croix de l'ordre de la Couronne de Rue (Saxe).

## Ascendance
|  |                                                   |  |  |  |  |  |  |  |  |  |  |  |  |
|  | 8. Charles-Albert (roi de Sardaigne)              |  |  |  |  |  |  |  |  |  |  |  |  |
|  |                                                   |  |  |  |  |  |  |  |  |  |  |  |  |
|  |                                                   |  |  |  |  |  |  |  |  |  |  |  |  |
|  | 4. Ferdinand de Savoie                            |  |  |  |  |  |  |  |  |  |  |  |  |
|  |                                                   |  |  |  |  |  |  |  |  |  |  |  |  |
|  |                                                   |  |  |  |  |  |  |  |  |  |  |  |  |
|  | 9. Marie-Thérèse de Habsbourg-Toscane (1801-1855) |  |  |  |  |  |  |  |  |  |  |  |  |
|  |                                                   |  |  |  |  |  |  |  |  |  |  |  |  |
|  |                                                   |  |  |  |  |  |  |  |  |  |  |  |  |
|  | 2. Thomas de Savoie-Gênes                         |  |  |  |  |  |  |  |  |  |  |  |  |
|  |                                                   |  |  |  |  |  |  |  |  |  |  |  |  |
|  |                                                   |  |  |  |  |  |  |  |  |  |  |  |  |
|  | 10. Jean Ier (roi de Saxe)                        |  |  |  |  |  |  |  |  |  |  |  |  |
|  |                                                   |  |  |  |  |  |  |  |  |  |  |  |  |
|  |                                                   |  |  |  |  |  |  |  |  |  |  |  |  |
|  | 5. Élisabeth de Saxe (1830-1912)                  |  |  |  |  |  |  |  |  |  |  |  |  |
|  |                                                   |  |  |  |  |  |  |  |  |  |  |  |  |
|  |                                                   |  |  |  |  |  |  |  |  |  |  |  |  |
|  | 11. Amélie de Bavière                             |  |  |  |  |  |  |  |  |  |  |  |  |
|  |                                                   |  |  |  |  |  |  |  |  |  |  |  |  |
|  |                                                   |  |  |  |  |  |  |  |  |  |  |  |  |
|  | 1. Eugène de Savoie-Gênes                         |  |  |  |  |  |  |  |  |  |  |  |  |
|  |                                                   |  |  |  |  |  |  |  |  |  |  |  |  |
|  |                                                   |  |  |  |  |  |  |  |  |  |  |  |  |
|  | 12. Louis Ier (roi de Bavière)                    |  |  |  |  |  |  |  |  |  |  |  |  |
|  |                                                   |  |  |  |  |  |  |  |  |  |  |  |  |
|  |                                                   |  |  |  |  |  |  |  |  |  |  |  |  |
|  | 6. Adalbert de Bavière                            |  |  |  |  |  |  |  |  |  |  |  |  |
|  |                                                   |  |  |  |  |  |  |  |  |  |  |  |  |
|  |                                                   |  |  |  |  |  |  |  |  |  |  |  |  |
|  | 13. Thérèse de Saxe-Hildburghausen                |  |  |  |  |  |  |  |  |  |  |  |  |
|  |                                                   |  |  |  |  |  |  |  |  |  |  |  |  |
|  |                                                   |  |  |  |  |  |  |  |  |  |  |  |  |
|  | 3. Élisabeth de Bavière (1863-1924)               |  |  |  |  |  |  |  |  |  |  |  |  |
|  |                                                   |  |  |  |  |  |  |  |  |  |  |  |  |
|  |                                                   |  |  |  |  |  |  |  |  |  |  |  |  |
|  | 14. François de Paule de Bourbon (1794-1865)      |  |  |  |  |  |  |  |  |  |  |  |  |
|  |                                                   |  |  |  |  |  |  |  |  |  |  |  |  |
|  |                                                   |  |  |  |  |  |  |  |  |  |  |  |  |
|  | 7. Amélie d'Espagne                               |  |  |  |  |  |  |  |  |  |  |  |  |
|  |                                                   |  |  |  |  |  |  |  |  |  |  |  |  |
|  |                                                   |  |  |  |  |  |  |  |  |  |  |  |  |
|  | 15. Louise-Charlotte de Bourbon-Siciles           |  |  |  |  |  |  |  |  |  |  |  |  |
|  |                                                   |  |  |  |  |  |  |  |  |  |  |  |  |
|  |                                                   |  |  |  |  |  |  |  |  |  |  |  |  |